# Bruno Jantoss
Bruno Jantoss (* 6. September 1935 in Pottenstein (Oberfranken)) ist ein deutscher Regisseur. 
Bruno Jantoss nahm nach seinem Abitur in Bamberg das Studium der Theater- und Rechtswissenschaften in München auf, bevor er ab 1960 die Studiobühne der Universität leitete und bis Ende der 1960er Jahre als Aufnahmeleiter und Regieassistent tätig war.
Es folgten Jahre als Regisseur und Redakteur für Unterrichtsfilme des Bayerischen und Norddeutschen Rundfunks. Nach 1972 arbeitete Jantoss als freier Autor und Filmemacher. Unter seiner Regie entstanden eine Reihe von Fernsehfilmen, verschiedene Folgen der Serien Auf Achse und Sesamstraße sowie 28 Episoden des ZDF-Formats Verkehrsgericht.
Von 2002 bis 2003 dozierte Jantoss an der Hochschule Magdeburg-Stendal in Magdeburg im Studiengang Journalistik/Medienmanagement.

## Filmografie (Auswahl)
- 1973: Frau Brückl muss sich umstellen, Buch und Regie (Fernsehfilm, NDR)
- 1975: Tatort – Mordgedanken, Regie (Fernsehreihe, NDR)
- 1976: Halbzeit, Buch und Regie (Fernsehserie, ARD, 2 Folgen)
- 1976: Weder Tag noch Stunde, Buch und Regie (Fernsehfilm, NDR)
- 1979: Auf Achse, Regie (Fernsehserie, ARD, 3 Folgen)
- 1981: Die Ängste, die tief drinnen sitzen, Regie (Fernsehfilm, WDR)
- 1983: Der Jugendrichter, Regie (Fernsehserie, NDR)
- 1983: Vater gesucht, Buch und Regie (Fernsehfilm, WDR)
- 1985: Der ideale Lebenszweck, Buch und Regie (Fernsehfilm, NDR)
- 1987–2000: Verkehrsgericht, Buch und Regie (Fernsehreihe, ZDF, 28 Folgen)
- 1988: Ich kann meinen alten Vater nicht abschieben, Buch und Regie (Fernsehfilm, WDR)
- 1989: Großstadtrevier, Regie (Fernsehserie, ARD, 2 Folgen)
- 1989: Sesamstraße, Regie (Fernsehserie, NDR)
- 1991: Der Goldene Schnitt, Regie (Fernsehfilm, NDR)